# Самаровская сельская община
Самаровская сельская община (укр. Самарівська сільська громада) — территориальная община в Ковельском районе Волынской области Украины.
Административный центр — село Самары.
Население составляет 5490 человек. Площадь — 254,7 км².
В соответствии с распоряжением Кабинета Министров Украины от 12 июня 2020 года, в состав общины вошла территория Залуховского, Межисытовского, Самаровского и Самары-Ореховского сельских советов упразднённого Ратновского района.

## Населённые пункты
В состав общины входит 19 сёл:
- Самары
  - Боровуха
  - Головище
  - Занивское
  - Козовата
  - Подъязовни
  - Теребовичи
  - Язавни
- Залуховский старостинский округ:
  - Залухов
  - Заприпять
  - Почапы
  - Хабарище
  - Щитынская Воля
- Межисытовский старостинский округ:
  - Бродятино
  - Залисица
  - Межисыть
- Самары-Ореховский старостинский округ:
  - Березники
  - Малое Орехово
  - Самары-Ореховые